# لگد (جنگ‌افزار)

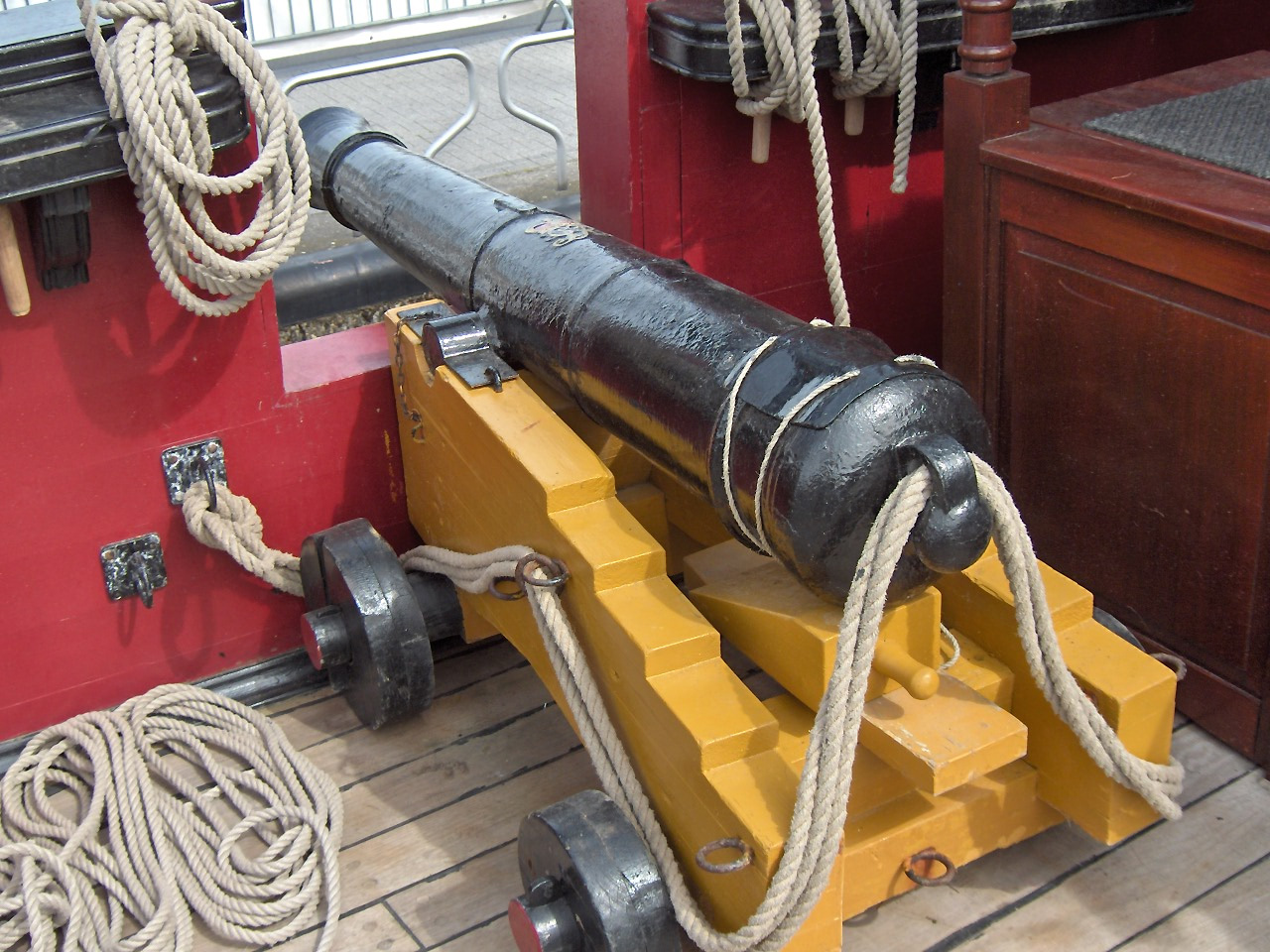
یک توپ دریایی مدل قدیمی که جای لگد زدن در آن تعبیه شده‌است.

لَگَد اصطلاحی است که در مورد حرکت به عقب برخی از سلاح‌های گرم پس از شلیک بکار می‌رود. بر پایه قانون عمل و عکس‌العمل نیوتن، جنگ‌افزارهایی مانند تفنگ یا هفت‌تیر در اثر شلیک گلوله با اندازه حرکتی مساوی با اندازه حرکت گلوله به عقب رانده می‌شود. این حرکت در مچ دست یا شانه تیرانداز جذب می‌شود.
توپ‌هایی که ساز و کار کم کردن لگد ندارند پس از شلیک چند متر روی چرخ‌ها به عقب می‌روند.
جهت کاهش نیروی لگد در تانک ها و سایر توپخانه های امروزی لوله سلاح را به صورت تلسکوپی و فنر دار می سازند . تا فنر مقداری از ضربه نیروی لگد را کاهش دهد. 
پدیده لگد موجب کاهش دقت سلاح های اتوماتیک  می شود.
این نیرو به جرم و سرعت پرتابه بستگی دارد.
در  سلاح های دوش پرتاب  از قبیل بازوکا و  آره پی جی که پرتابه‌ای سنگین و پر سرعت دارند. مهار کردن نیروی رو به عقب بسیار مهم است. و اگر این نیرو مهار نشود. موجب کاهش شدید دقت پرتاب و حتی مرگ پرتاب کننده می‌شود.
جهت مهار این نیروی رو به عقب . مقداری خرج بیشتر برای پرتابه در نظر میگیرند. و با شلیک پرتاب کننده گاز ناشی از خرج اضافه از ته سلاح خارج می‌شود. و بنا به قانون سوم نیوتن عکس العمل های دو نیروی جلو و عقب باهم برابر شده و در نتیجه لگد اسلحه تقریبا صفر می شود و پرتاب کننده اندک نیرویی احساس می کند.